# Artur Januszewski
Artur Januszewski (ur. 2 lipca 1976 w Działdowie) – polski piłkarz występujący na pozycji obrońcy i pomocnika, trener.

## Przebieg kariery
Januszewski grać w piłkę zaczął w Starcie Działdowo. Po wyjeździe do Olsztyna został członkiem miejscowej Warmii. W 1998 przeszedł do lokalnego rywala – Stomilu Olsztyn, grającego wówczas w I lidze. Przez około 4,5 roku był podstawowym graczem tego zespołu i filarem jego defensywnej formacji. Na liście piłkarzy, którzy w Stomilu zaliczyli najwięcej ekstraklasowych występów, zajmuje drugą pozycję, ustępując tylko innemu obrońcy, Andrzejowi Biedrzyckiemu.
Po spadku olsztyńskiej drużyny do II ligi, Januszewski znalazł miejsce w Dyskobolii Grodzisk Wielkopolski. W ekipie tej występował przez jeden sezon, po czym przeszedł do Wisły Płock. Na Mazowszu grał przez pół roku, a wiosną 2004 przeniósł się do Lubina, by występować w tamtejszym Zagłębiu. W dolnośląskim zespole rozegrał swój ostatni mecz w ekstraklasie. W 2005 zaangażowali go szefowie drugoligowego Górnika Polkowice. Od sezonu 2007/08 do 2014/15 występował w zespole Znicza Pruszków.